# Ébredj!
Ébredj! – alcíme szerint „Az emberi méltóság és szabadság lapja”. Temesváron jelent meg két száma 1919 áprilisában és májusában.

## Szerkesztői, céljai
Szerkesztői Herczog Nándor, Endre Károly és Preisz Alfréd volt. A szerkesztők saját megfogalmazásuk szerint etikai alapon akartak küzdeni a szocializmus eszméinek terjesztéséért és megvalósításáért. Több felhívást közöltek az értelmiséghez, csatlakozásra szólítva fel őket egyfajta humanista szocializmushoz. Az egyik proklamáció így kezdődik: "Embertársak! Forradalmárok! A szabadság és az igazság hívei! Fosztogatók és megfosztottak!" Endre Károly A kozmosz és az ember c. cikkében hitvallást tesz egy humanista szocialista társadalom mellett. A felhívások szerint a kommunizmushoz vagy szociáldemokráciához kell tartoznia minden gondolkodó embernek. A lap közli a kivégzett spanyol anarchista, Francisco Ferrer egyik írását is; irodalmi anyagában az avantgárdot képviseli Endre Károly és Reiter Róbert több verse, Preisz Alfréd elbeszélése.